# Kalendarz (Apple)
Kalendarz (dawniej iCal) – kalendarz stworzony przez Apple Inc., który działa w systemie macOS. 
Początkowo iCal był dostępny jako osobna darmowa aplikacja, jednak z chwilą wejścia macOS v10.3 stał się on częścią systemu operacyjnego. Druga wersja została dołączona do macOS v10.4. iCal był pierwszą aplikacją z wieloma kalendarzami oraz z możliwością wysyłania kalendarzy na serwer WebDAV.
Format plików iCalendar (rozszerzenie .ics), używany w iCal, często także nazywany iCal, jest popularnym formatem kalendarzowym.
W OS X Mountain Lion iCal zmienił nazwę na Kalendarz.